# Over the Wire
Pour plus de détails, voir Fiche technique et Distribution.
Over the Wire est un thriller érotique américain sorti en 1996, réalisé par Fred Olen Ray, avec Tim Abell, David Christensen et Keith Lewis.

## Synopsis
Bruce Johnson (David Christensen) est un ex-flic devenu réparateur de lignes téléphoniques. Un jour, en travaillant sur une ligne téléphonique, il intercepte accidentellement une conversation d’affaires portant sur un complot de meurtre en cours de planification. Une femme engage un assassin pour tuer sa propre sœur. Il fait part consciencieusement de son inquiétude à son ex-beau-frère qui est devenu son meilleur ami, le détective de police Roy Walker (Keith Lewis). Il appelle le 911, mais les policiers l’informent qu’ils ne peuvent rien y faire. Bruce prend alors les choses en main et décide d’enquêter seul, contre l’avis de Roy car il n’est plus qu’un simple citoyen. Bruce retrace bientôt l’appel jusqu’à la résidence où vivent deux sœurs adultes bientôt riches, l’agent immobilier Susan Sternam (Landon Hall) et la danseuse exotique Rachel Sternam (Shauna O'Brien), mais il se retrouve empêtré dans un monde de sexe et de mystère. Les deux sœurs le séduisent chacune à leur tour et l’utilisent comme jouet sexuel. Bruce confronte les deux femmes car il doit encore déterminer laquelle des deux magnifiques sœurs est le véritable coupable et complote pour tuer l’autre.

## Distribution
- Tim Abell : Mark
- David Christensen : Bruce Johnson
- Keith Lewis : Roy Walker
- Ross Hagen : Détective Jackson
- Landon Hall : Susan Sternam
- Shauna O'Brien : Rachel Sternam
- Griffin Drew : Sally
- Brinke Stevens : Jenny[2]
- Lisa Pratt : hôtesse
- Bob Dole : homme du sexe par téléphone
- Kimberly Blair : Sascha
- John Lazar : l’assassin[3]

## Production
Le film est sorti le 21 mai 1996 aux États-Unis, son pays d’origine.